# Antoni Garcia i Llansó
Antoni Garcia i Llansó (Barcelona, 31 de desembre de 1854 — 30 de desembre de 1914) fou un metge i erudit barceloní.

## Biografia
Estudià medicina a la Universitat de Madrid, on va treballar alguns anys com a professor a la Facultat de Medicina. Després tornà a Barcelona, on va fundar una Revista de Ferrocarriles (1887). Fou membre designat per Japó del jurat qualificador de l'Exposició Universal de Barcelona de 1888. El 1890 va ser redactor artístic de La Ilustración Artística. Va rebre la medalla d'or de l'Ajuntament de Barcelona per la conferència que va donar a l'Exposició d'Indústries Artístiques de 1892.
Després fou nomenat conservador i després secretari de la Junta Delegada de la Biblioteca Museu Víctor Balaguer de Vilanova i la Geltrú, per a la qual fundà el 1895 el butlletí Pro Patria i el 1893 va publicar la primera guia del museu. Soci corresponent de la Societat Arqueològica Lul·liana de Palma i de la Societat Econòmica d'Amics del País de las Palmas. El 1907 ingressà a la Reial Acadèmia de Ciències i Arts de Barcelona, on fou director de la Secció 5a el 1912.
Fou reconegut per la seva compilació de catàlegs de diverses col·leccions artístiques i de les Exposicions de Belles Arts de 1891, 1894, 1896 i 1898.

## Obres
- El Arte español y la primera exposición de industrias artísticas (1892)
- Una Visita al Museo-Biblioteca Balaguer de Villanueva y Geltrú (1893)
- Armas y armaduras (1895)
- El Museo-Biblioteca de Ultramar (Barcelona, 1897)
- Manual de la propriedad intelectual (1901)
- Dai Nipon (1905)
- La joyería y la orfebrería en España (1908)
- Cau Ferrat. Colección de hierros de Santiago Rusiñol (1920)